# Catherine Amalric
Pour les articles homonymes, voir Amalric.
Catherine Amalric, née Michalet le 19 octobre 1964 à Aurillac (Cantal), est une pharmacienne des hôpitaux et femme politique française, membre du Parti radical. Candidate en 25e position sur la liste Renaissance aux élections européennes de 2019, elle entre au Parlement européen en août 2023, à la suite du décès de Véronique Trillet-Lenoir.

## Parcours professionnel
Catherine Amalric est praticien hospitalier et pharmacienne des hôpitaux. Depuis 1995[réf. nécessaire], elle est cheffe de service en pharmacie hospitalière au Centre hospitalier Henri-Mondor d'Aurillac.
De 2007 à 2019[réf. nécessaire], elle est présidente de la commission médicale d'établissement du centre hospitalier d'Aurillac,.
Fin 2022, elle est nommée au comité de démocratie sanitaire de l'Institut National du Cancer (INCA). En 2023, elle participe aux rencontres du réseau ONCO AURA, où elle présente un retour d'expérience de l'hôpital d'Aurillac sur le parcours de soin en cancérologie.

## Parcours politique
En 2014, Catherine Amalric est élue conseillère municipale et communautaire d'Aurillac où elle occupe le poste d'adjointe à la Culture auprès du maire socialiste Pierre Mathonier.
De 2014 à 2020, en tant qu'élue communautaire[réf. nécessaire], elle est présidente du Plan local d'insertion et de l'emploi (PLIE).
Lors des élections européennes de 2019, elle est en 25e position sur la liste Renaissance. Elle est la seconde non élue de cette liste de la majorité présidentielle. En août 2023, elle entre officiellement au Parlement, à la suite du décès de Véronique Trillet-Lenoir, et elle intègre le groupe Renew Europe. 
Membre du Parti radical, elle en est la secrétaire nationale Europe de 2019 à 2022.[réf. nécessaire]
Aux élections municipales de 2020 à Aurillac, elle mène la liste « Aurillac avec bon sens », qui obtient 9,64 % des suffrages exprimés au 1er tour. Pour le second tour, sa liste du Mouvement radical fusionne avec la liste LR de Jean-Antoine Moins, suscitant des critiques au sein même de son parti. Cette nouvelle liste obtient 40,7 % des suffrages, et Catherine Amalric est élue conseillère municipale et communautaire d'opposition.
Lors de la campagne pour l'élection présidentielle de 2022, Catherine Amalric est la représentante du parti radical au sein du comité de soutien d'Emmanuel Macron qui se crée dans le Cantal.
Elle est vingt-septième sur la liste Besoin d'Europe aux élections européennes de 2024 et n'est pas réélue.